# Suchy Potok Sielnicki
Suchy Potok Sielnicki lub po prostu Suchy Potok (słow. Suchý potok) – potok spływający Doliną Suchą Sielnicką w słowackich Tatrach Zachodnich. Powstaje na wysokości około 1300 m z połączenia kilku strumieni spływających spod Siwego Wierchu, Małej Ostrej, Ostrej i przełęczy Siwa Przehyba. W obrębie Doliny Suchej jego koryto na znacznej długości zazwyczaj jest suche, stąd też pochodzi jego nazwa i nazwa doliny. Woda ginie w licznych ponorach, na całej długości powierzchniowo płynie nim tylko podczas wysokiego stanu wody. W obrębie Tatr Suchy Potok ma cztery dopływy. Z prawej strony jest to Beszeniowski Potok (Bešeňovský potok) spływający Doliną Beszeniowską spod Golicy Huciańskiej, z lewej Guniowy Potok (Huňova), potok spływający Doliną Dobroszową i Halny Potok (Hôľny potok).
Po opuszczeniu Tatr Suchy Potok wpływa na Kotlinę Liptowską i płynie przez miejscowości Wyżnie i Niżnie Liptowskie Matiaszowce. Pomiędzy miejscowościami Kwaczany i Liptowska Sielnica uchodzi do Kwaczanki jako jej lewy dopływ. Następuje to na wysokości około 600 m w miejscu o współrzędnych 49°09′13″N 19°31′36″E/49,153611 19,526667.
W Wyżnich Matiaszowcach Suchy Potok przecina szosa łącząca Zuberzec z Liptowską Sielnicą.